# Pierluigi Brivio
Pierluigi Brivio (Milano, 21 maggio 1969) è un allenatore di calcio ed ex calciatore italiano, di ruolo portiere, preparatore dei portieri dello Spartak Mosca.

## Carriera

### Giocatore
Cresciuto nelle giovanili dell'Atalanta, alla prima stagione da professionista, nel 1989-1990, gioca in serie C2 (20 le presenze nel primo campionato) nel Palazzolo, con cui l'anno successivo riesce a ottenere la promozione in serie C1; gioca così altre tre campionati di categoria con la squadra lombarda, collezionando in 5 campionati (tra C1 e C2) 131 presenze.
Acquistato dal L.R. Vicenza nella stagione 1994/95, vede tutta la stagione dalla panchina, secondo di Giorgio Sterchele, debuttando in Serie B contro il Cesena, nella partita che sancisce la promozione in Serie A della squadra berica. Dopo l'addio di Sterchele e l'arrivo di Mondini, vive un'altra stagione in panchina, giocando le ultime due partite di campionato (in trasferta contro la Cremonese e in casa contro la Sampdoria), raggiungendo la salvezza. La stagione successiva è nuovamente portiere di riserva in campionato (3 le sue presenze), ma gioca titolare in Coppa Italia, vincendola dopo la doppia finale contro il Napoli. Guidolin lo promuove titolare in campionato (provocando in tal modo l'addio di Mondini) dove gioca 32 incontri, giocando anche la Coppa delle Coppe del 1997-1998, conclusasi in semifinale di fronte al Chelsea. Dopo la fine dell'era Guidolin, prima Colomba e poi Reja gli confermano il posto da titolare; la stagione termina con la retrocessione. In Serie B la squadra vicentina resta un anno, la stagione 1999/00, con la vittoria del campionato e la promozione in Serie A.

Brivio (a sinistra) e Gabriele Messina al Palazzolo-Telgate nella stagione 1989-1990

Dopo sei anni e 105 presenze nei vari campionati, lascia il Vicenza (dove nel frattempo è tornato Sterchele) e resta in serie B con il Venezia, dove conquista una nuova promozione in serie A alternadosi con Generoso Rossi, segnando anche un gol, su calcio di rigore, nell'ultima giornata di campionato (punteggio 2-2). La stagione successiva termina con una retrocessione in Serie B, con 3 presenze per Brivio.
Acquistato dal Genoa nell'estate del 2002, è titolare della formazione ligure, e la squadra viene retrocessa sul campo in serie C1. Trasferitosi al Napoli, gioca appena 5 partite, in qualità di secondo di Emanuele Manitta. La stagione 2004/05 la gioca con il Pescara alternadosi con Saul Santarelli, (dopo l'infortunio di questi), che era già stato suo secondo a L.R. Vicenza tra il 1999 e il 2000.
Dall'estate 2005 al giugno 2007 ha militato nel Mantova, dove ha trovato come allenatore l'ex compagno di squadra Domenico Di Carlo. Nella prima stagione ha fatto da secondo di Mirko Bellodi, giocando 10 partite in campionato e nei play-off promozione contro il Cesena ed il Torino. Diviene poi portiere titolare della formazione virgiliana nella stagione 2006-2007, disputando 39 incontri.
Nella sessione estiva del calciomercato 2007 si è trasferito al Monza e, dopo un campionato da titolare in C1 viene acquistato dal neopromosso Pergocrema nell'estate 2008.

### Allenatore
Nel luglio 2010, dopo essersi ritirato dal Calcio giocato, viene ingaggiato quale preparatore dei portieri dal Portogruaro. Il 29 novembre 2010 viene esonerato assieme al resto dello staff di Fabio Viviani..
Dal 17 luglio 2011 diviene il preparatore dei portieri della prima squadra del Calcio Monza.
Il 9 luglio 2014 firma un contratto con l'AlbinoLeffe, anche in questo caso con l'incarico di preparatore dei portieri della prima squadra..
Dalla stagione 2015-2016 alla stagione 2017-2018 allena i portieri della primavera del Inter; nella stagione 2019-2020 diventa allenatore dei portieri del Südtirol, fino al mese di maggio, quando viene chiamato da Dejan Stanković alla Stella Rossa Belgrado, sempre come allenatore dei portieri. Il 6 ottobre 2022, quando Stanković viene chiamato sulla panchina della Sampdoria, diviene allenatore dei portieri della squadra blucerchiata. Segue l’allenatore serbo anche al Ferencváros, sempre come allenatore dei portieri.

## Palmarès

### Giocatore
- Serie C2: 1

Palazzolo: 1990-1991 (girone B)
- Coppa Italia: 1

Vicenza: 1996-1997